# CD79A
CD79A (англ. CD79a molecule) – білок, який кодується однойменним геном, розташованим у людей на короткому плечі 19-ї хромосоми. Довжина поліпептидного ланцюга білка становить 226 амінокислот, а молекулярна маса — 25 038.
| 10         |  | 20         |  | 30         |  | 40         |  | 50         |
| ---------- |  | ---------- |  | ---------- |  | ---------- |  | ---------- |
| MPGGPGVLQA |  | LPATIFLLFL |  | LSAVYLGPGC |  | QALWMHKVPA |  | SLMVSLGEDA |
| HFQCPHNSSN |  | NANVTWWRVL |  | HGNYTWPPEF |  | LGPGEDPNGT |  | LIIQNVNKSH |
| GGIYVCRVQE |  | GNESYQQSCG |  | TYLRVRQPPP |  | RPFLDMGEGT |  | KNRIITAEGI |
| ILLFCAVVPG |  | TLLLFRKRWQ |  | NEKLGLDAGD |  | EYEDENLYEG |  | LNLDDCSMYE |
| DISRGLQGTY |  | QDVGSLNIGD |  | VQLEKP     |  |            |  |            |

A: Аланін

C: Цистеїн

D: Аспарагінова кислота

E: Глутамінова кислота

F: Фенілаланін

G: Гліцин

H: Гістидин

I: Ізолейцин

K: Лізин

L: Лейцин

M: Метіонін

N: Аспарагін

P: Пролін

Q: Глутамін

R: Аргінін

S: Серин

T: Треонін

V: Валін

W: Триптофан

Кодований геном білок за функцією належить до фосфопротеїнів. 
Задіяний у таких біологічних процесах, як адаптивний імунітет, імунітет, альтернативний сплайсинг. 
Локалізований у клітинній мембрані, мембрані.